# Les Enfers
 (février 2023).
Si vous disposez d'ouvrages ou d'articles de référence ou si vous connaissez des sites web de qualité traitant du thème abordé ici, merci de compléter l'article en donnant les références utiles à sa vérifiabilité et en les liant à la section « Notes et références ».
Les Enfers sont une commune suisse du canton du Jura, située dans le district des Franches-Montagnes.

## Géographie
Le village des Enfers (955 m) se situe à 5 km au nord-est de la capitale du district, Saignelégier. Le village repose sur un haut plateau jurassien des Franches-Montagnes se trouvant au sud de la vallée du Doubs et juste au nord de Montfaucon.
Le territoire de la commune repose en partie sur le haut plateau jurassien et sur les pentes de la vallée du Doubs. Le terrain se compose de marécages, de pâturages, de champs et de forêts. Sur le Begnon, dans l'ouest du territoire communal, est le point le plus élevé de la commune avec ses 1 022 mètres. Au nord se trouve le flanc sud de la vallée du Doubs, appelée ici Côte du Bouvier et Côte de Sciet.
La commune des Enfers s'étend sur 7,14 km2. Lors du relevé de 2013-2018, les surfaces d'habitations et d'infrastructures représentaient 3,1 % de sa superficie, les surfaces agricoles 49,2 %, les surfaces boisées 46,8 % et les surfaces improductives 0,3 %.
Outre le village en lui-même, la commune compte encore deux hameaux, Cerniévillers et Le Patalour, qui sont perchés dans la côte du Doubs.
Les communes limitrophes sont Soubey, Montfaucon, Le Bémont et Saignelégier.

## Toponymie
Le nom de la commune, qui se prononce /lezãfɛʀ/, désigne une localité située au bord d'un « enfer », soit un précipice (du latin infernu, qui se trouve par dessous, lieu bas).
Deux légendes populaires donnent une autre origine au nom du village. Selon la première, le nom provient du XIVe siècle, durant lequel un important défrichement a lieu dans les Franches-Montagnes. Ce défrichement aurait mis le feu à une tourbière pendant plusieurs semaines, voire plusieurs années. L'important incendie aurait donné son nom au village. La seconde proviendrait d'une erreur calligraphique lors de la retranscription de « L'Envers de Montfaucon »,.

## Population

### Surnoms
Les habitants de la commune sont surnommés les Chenilles (lè Tchenéye en patois taignon) et les Édjalais, soit les frileux.
Les habitants de la localité de Cerniévillers sont surnommés lé Sèyê, soit les sangliers.

### Démographie

#### Évolution de la population
Les Enfers compte 156 habitants au 31 décembre 2022 pour une densité de population de 22 hab/km2. Sur la période 2010-2019, sa population a diminué de −9,1 % (canton : 5,1 % ; Suisse : 9,4 %).  

#### Pyramide des âges
En 2020, le taux de personnes de moins de 30 ans s'élève à 35,7 %, au-dessus de la valeur cantonale (33 %). Le taux de personnes de plus de 60 ans est quant à lui de 24,1 %, alors qu'il est de 28,1 % au niveau cantonal.
La même année, la commune compte 73 hommes pour 76 femmes, soit un taux de 49 % d'hommes, inférieur à celui du canton (49,5 %).
| Hommes | Classe d’âge | Femmes |
| ------ | ------------ | ------ |
| 0,0    | 90 ans ou +  | 0,0    |
| 1,4    | 75 à 89 ans  | 3,9    |
| 19,2   | 60 à 74 ans  | 23,7   |
| 21,9   | 45 à 59 ans  | 18,4   |
| 19,2   | 30 à 44 ans  | 21,1   |
| 15,1   | 15 à 29 ans  | 22,4   |
| 23,3   | - de 14 ans  | 10,5   |

| Hommes | Classe d’âge | Femmes |
| ------ | ------------ | ------ |
| 0,7    | 90 ans ou +  | 1,7    |
| 7,8    | 75 à 89 ans  | 10,1   |
| 17,7   | 60 à 74 ans  | 18,1   |
| 21,1   | 45 à 59 ans  | 21,4   |
| 18,1   | 30 à 44 ans  | 17,3   |
| 18,9   | 15 à 29 ans  | 16,9   |
| 15,7   | - de 14 ans  | 14,5   |

## Économie
Le tissu économique des Enfers est principalement agricole et sylvicole. Il n'y a dans la commune que quelques rares places de travail qui sont dans un autre secteur que primaire. Beaucoup de travailleurs sont donc des pendulaires. De par le passé on exploitait une tourbière dans le Pâturage des Saignes.

## Manifestations
- Baitchai